# Княжицька сільська рада (Ямпільський район)
Кня́жицька сільська́ ра́да — колишній орган місцевого самоврядування в Ямпільському районі Сумської області. Адміністративний центр — село Княжичі.

## Загальні відомості
- Населення ради: 651 особа (станом на 2001 рік)

## Населені пункти
Сільській раді були підпорядковані населені пункти:
- с. Княжичі
- с. Веселий Гай
- с. Гирине
- с. Орлів Яр
- с. Степанівка

## Склад ради
Рада складалася з 12 депутатів та голови.
- Голова ради: Темченко Ольга Володимирівна
- Секретар ради: Антюшко Ольга Олександрівна

### Керівний склад попередніх скликань
| Прізвище, ім'я, по батькові  | Основні відомості                                                 | Дата обрання | Дата звільнення |
| ---------------------------- | ----------------------------------------------------------------- | ------------ | --------------- |
| Темченко Ольга Володимирівна | Сільський голова, 1956 року народження, освіта вища, позапартійна | 26.03.2006   | 31.10.2010      |
| Темченко Ольга Володимирівна | Сільський голова, 1956 року народження, освіта вища, позапартійна | 31.10.2010   |                 |

Примітка: таблиця складена за даними сайту Верховної Ради України